# Rhododendron rawatii
Rhododendron rawatii är en ljungväxtart som beskrevs av I.D.Rai och B.S.Adhikari. Rhododendron rawatii ingår i släktet rododendron, och familjen ljungväxter. Inga underarter finns listade i Catalogue of Life.